# Primera División 1987/88
Die Primera División 1987/88 war die 57. Spielzeit der höchsten spanischen Fußballliga. Sie startete am 29. August 1987 und endete am 22. Mai 1988.
Titelverteidiger Real Madrid wurde zum 23. Mal spanischer Meister.

## Vor der Saison
- Als Titelverteidiger ging der 22-malige Meister Real Madrid ins Rennen. Letztjähriger Vizemeister wurde der FC Barcelona.
- Aufgestiegen aus der Segunda División sind der FC Valencia, CD Logroñés und Celta Vigo.

## Vereine
| Verein            | Stadt             | Stadion                       |
| ----------------- | ----------------- | ----------------------------- |
| FC Barcelona      | Barcelona         | Camp Nou                      |
| Español Barcelona | Barcelona         | Estadi Sarrià                 |
| Athletic Bilbao   | Bilbao            | Estadio San Mamés             |
| FC Cádiz          | Cádiz             | Estadio Ramón de Carranza     |
| Sporting Gijón    | Gijón             | El Molinón                    |
| UD Las Palmas     | Las Palmas        | Estadio Insular               |
| CD Logroñés       | Logroño           | Estadio Las Gaunas            |
| Real Madrid       | Madrid            | Estadio Santiago Bernabéu     |
| Atlético Madrid   | Madrid            | Estadio Vicente Calderón      |
| RCD Mallorca      | Palma de Mallorca | Estadio Lluis Sitjar          |
| Real Murcia       | Murcia            | La Condomina                  |
| CA Osasuna        | Pamplona          | Estadio El Sadar              |
| CE Sabadell       | Sabadell          | Nova Creu Alta                |
| Real Sociedad     | San Sebastián     | Estadio de Atotxa             |
| Real Saragossa    | Saragossa         | La Romareda                   |
| Betis Sevilla     | Sevilla           | Estadio Benito Villamarín     |
| FC Sevilla        | Sevilla           | Estadio Ramón Sánchez Pizjuán |
| FC Valencia       | Valencia          | Estadio Luis Casanova         |
| Real Valladolid   | Valladolid        | Estadio José Zorrilla         |
| Celta Vigo        | Vigo              | Estadio Balaídos              |

## Abschlusstabelle
Ab dieser Saison waren 20 Mannschaften vertreten.
| Pl. | Verein            | Sp. | S  | U  | N  | Tore    | Diff. | Punkte |
| --- | ----------------- | --- | -- | -- | -- | ------- | ----- | ------ |
| 1.  | Real Madrid (M)   | 38  | 28 | 6  | 4  | 095:260 | +69   | 62:14  |
| 2.  | Real Sociedad (P) | 38  | 22 | 7  | 9  | 061:330 | +28   | 51:25  |
| 3.  | Atlético Madrid   | 38  | 19 | 10 | 9  | 060:380 | +22   | 48:28  |
| 4.  | Athletic Bilbao   | 38  | 17 | 12 | 9  | 050:430 | +7    | 46:30  |
| 5.  | CA Osasuna        | 38  | 15 | 10 | 13 | 040:340 | +6    | 40:36  |
| 6.  | FC Barcelona      | 38  | 15 | 9  | 14 | 049:440 | +5    | 39:37  |
| 7.  | Celta Vigo (N)    | 38  | 14 | 11 | 13 | 043:400 | +3    | 39:37  |
| 8.  | Real Valladolid   | 38  | 13 | 12 | 13 | 031:340 | −3    | 38:38  |
| 9.  | Sporting Gijón    | 38  | 14 | 10 | 14 | 044:490 | −5    | 38:38  |
| 10. | FC Sevilla        | 38  | 13 | 11 | 14 | 041:460 | −5    | 37:39  |
| 11. | Real Saragossa    | 38  | 11 | 14 | 13 | 054:560 | −2    | 36:40  |
| 12. | FC Cádiz          | 38  | 11 | 13 | 14 | 047:540 | −7    | 35:41  |
| 13. | CD Logroñés (N)   | 38  | 12 | 9  | 17 | 028:450 | −17   | 33:43  |
| 14. | FC Valencia (N)   | 38  | 10 | 13 | 15 | 044:530 | −9    | 33:43  |
| 15. | Español Barcelona | 38  | 11 | 11 | 16 | 044:550 | −11   | 33:43  |
| 16. | Betis Sevilla     | 38  | 14 | 5  | 19 | 042:540 | −12   | 33:43  |
| 17. | Real Murcia       | 38  | 9  | 13 | 16 | 031:420 | −11   | 31:45  |
| 18. | RCD Mallorca      | 38  | 9  | 12 | 17 | 035:500 | −15   | 30:46  |
| 19. | CE Sabadell       | 38  | 9  | 11 | 18 | 027:480 | −21   | 29:47  |
| 20. | UD Las Palmas     | 38  | 12 | 5  | 21 | 043:650 | −22   | 29:47  |

Platzierungskriterien: 1. Punkte – 2. Direkter Vergleich (Punkte, Tordifferenz, geschossene Tore) – 3. Tordifferenz – 4. geschossene Tore

| (M) | amtierender Meister              |
| (P) | amtierender Pokalsieger          |
| (N) | Neuaufsteiger der letzten Saison |

## Kreuztabelle
| 1987/88           | Real Madrid | Real Sociedad | Atlético Madrid | Athletic Bilbao | CA Osasuna | FC Barcelona | Celta Vigo | Real Valladolid | Sporting Gijón |     | Real Saragossa | FC Cádiz | CD Logroñés | FC Valencia | Español Barcelona | Betis Sevilla | Real Murcia | RCD Mallorca | CE Sabadell | UD Las Palmas |
| ----------------- | ----------- | ------------- | --------------- | --------------- | ---------- | ------------ | ---------- | --------------- | -------------- | --- | -------------- | -------- | ----------- | ----------- | ----------------- | ------------- | ----------- | ------------ | ----------- | ------------- |
| Real Madrid       |             | 1:0           | 0:4             | 5:0             | 3:0        | 2:1          | 2:0        | 2:1             | 7:0            | 3:1 | 2:1            | 4:0      | 2:0         | 4:0         | 2:0               | 6:0           | 3:1         | 3:1          | 3:1         | 5:0           |
| Real Sociedad     | 2:2         |               | 0:0             | 0:1             | 0:0        | 4:1          | 3:2        | 1:0             | 3:0            | 0:1 | 2:1            | 2:1      | 4:0         | 3:0         | 1:0               | 3:2           | 0:1         | 1:0          | 1:0         | 3:2           |
| Atlético Madrid   | 1:3         | 0:2           |                 | 1:0             | 3:1        | 0:2          | 2:1        | 3:0             | 1:2            | 0:1 | 2:0            | 2:1      | 3:0         | 2:1         | 1:1               | 1:0           | 1:0         | 7:0          | 1:0         | 1:0           |
| Athletic Bilbao   | 0:0         | 1:4           | 5:1             |                 | 2:1        | 1:0          | 1:0        | 1:0             | 1:1            | 2:1 | 2:2            | 0:0      | 1:0         | 1:1         | 2:0               | 2:0           | 1:2         | 2:1          | 2:0         | 4:1           |
| CA Osasuna        | 2:1         | 1:2           | 2:1             | 3:1             |            | 1:1          | 3:0        | 4:1             | 0:0            | 1:3 | 4:1            | 1:1      | 2:0         | 1:1         | 0:0               | 1:0           | 1:0         | 1:0          | 0:0         | 2:1           |
| FC Barcelona      | 2:0         | 2:0           | 1:2             | 1:2             | 0:1        |              | 2:0        | 2:4             | 1:0            | 1:2 | 4:2            | 3:1      | 2:1         | 0:1         | 3:2               | 0:1           | 4:1         | 2:2          | 0:0         | 1:1           |
| Celta Vigo        | 0:0         | 2:0           | 1:0             | 2:1             | 1:0        | 3:1          |            | 1:1             | 1:3            | 2:0 | 1:1            | 4:1      | 0:0         | 3:3         | 3:0               | 2:0           | 2:0         | 1:1          | 2:0         | 0:1           |
| Real Valladolid   | 0:2         | 0:1           | 0:0             | 1:0             | 3:0        | 1:1          | 0:0        |                 | 2:0            | 0:0 | 1:1            | 1:0      | 1:0         | 2:1         | 1:0               | 1:0           | 1:0         | 2:0          | 0:0         | 0:0           |
| Sporting Gijón    | 1:2         | 1:1           | 2:0             | 2:2             | 1:0        | 1:0          | 4:1        | 0:0             |                | 0:0 | 2:1            | 3:0      | 1:0         | 2:2         | 1:2               | 1:0           | 1:1         | 2:1          | 3:0         | 4:1           |
| FC Sevilla        | 1:1         | 1:0           | 1:1             | 1:1             | 0:2        | 1:1          | 0:3        | 1:0             | 2:0            |     | 1:1            | 2:1      | 2:0         | 0:0         | 2:2               | 1:2           | 1:2         | 0:0          | 2:0         | 4:0           |
| Real Saragossa    | 1:7         | 1:0           | 2:2             | 1:1             | 1:0        | 1:1          | 1:1        | 1:1             | 2:0            | 8:1 |                | 1:1      | 1:0         | 2:2         | 1:1               | 3:1           | 2:1         | 1:0          | 1:2         | 1:3           |
| FC Cádiz          | 0:4         | 2:2           | 3:3             | 0:0             | 1:1        | 0:2          | 1:2        | 1:0             | 2:0            | 1:0 | 0:2            |          | 0:0         | 2:0         | 1:1               | 4:1           | 5:2         | 0:0          | 3:2         | 2:0           |
| CD Logroñés       | 1:3         | 1:1           | 0:2             | 1:1             | 0:1        | 0:1          | 0:0        | 1:0             | 1:0            | 2:1 | 2:1            | 1:2      |             | 2:1         | 2:1               | 2:0           | 1:0         | 1:0          | 1:1         | 1:1           |
| FC Valencia       | 1:1         | 0:1           | 3:4             | 1:2             | 1:0        | 1:1          | 2:0        | 0:1             | 1:1            | 1:1 | 1:3            | 1:1      | 2:0         |             | 2:0               | 1:0           | 2:0         | 1:1          | 2:1         | 3:1           |
| Español Barcelona | 0:2         | 0:4           | 0:2             | 1:1             | 0:0        | 2:0          | 0:1        | 4:2             | 1:3            | 3:2 | 2:1            | 2:2      | 0:0         | 3:1         |                   | 4:1           | 1:0         | 3:0          | 1:1         | 1:2           |
| Betis Sevilla     | 2:1         | 1:3           | 1:1             | 0:0             | 1:0        | 1:2          | 3:1        | 1:0             | 2:0            | 0:1 | 1:0            | 3:2      | 1:1         | 2:0         | 3:1               |               | 0:0         | 1:0          | 6:0         | 1:1           |
| Real Murcia       | 1:1         | 1:2           | 0:0             | 2:3             | 1:0        | 0:0          | 1:0        | 1:1             | 0:0            | 1:0 | 1:1            | 0:0      | 2:3         | 0:0         | 0:1               | 2:0           |             | 0:0          | 2:0         | 2:0           |
| RCD Mallorca      | 0:2         | 1:1           | 1:1             | 0:1             | 2:1        | 1:0          | 0:0        | 0:2             | 2:0            | 1:0 | 0:0            | 1:4      | 4:0         | 2:3         | 3:0               | 3:1           | 3:3         |              | 2:0         | 0:0           |
| CE Sabadell       | 0:2         | 0:2           | 1:1             | 3:1             | 0:0        | 0:1          | 0:0        | 0:0             | 1:0            | 2:1 | 1:2            | 0:1      | 0:1         | 1:0         | 2:2               | 2:1           | 0:0         | 2:0          |             | 2:1           |
| UD Las Palmas     | 0:2         | 3:2           | 0:3             | 3:1             | 0:2        | 1:2          | 2:0        | 4:0             | 5:2            | 1:2 | 2:1            | 1:0      | 0:2         | 2:1         | 0:2               | 1:2           | 1:0         | 1:2          | 0:2         |               |

### Relegation
| Datum                    |             | Gesamt |                | Hinspiel | Rückspiel |
| ------------------------ | ----------- | ------ | -------------- | -------- | --------- |
| 29. Mai und 4. Juni 1988 | Real Oviedo | 2:1    | RCD Mallorca   | 2:1      | 0:0       |
| 29. Mai und 5. Juni 1988 | Real Murcia | 4:1    | Rayo Vallecano | 3:0      | 1:1       |

Mallorca stieg ab.

## Nach der Saison
Internationale Wettbewerbe
- 1. – Real Madrid – Europapokal der Landesmeister
- 2. – Real Sociedad – UEFA-Pokal
- 3. – Atlético Madrid – UEFA-Pokal
- 4. – Athletic Bilbao – UEFA-Pokal
- Gewinner der Copa del Rey – FC Barcelona – Europapokal der Pokalsieger

Absteiger in die Segunda División
- 18. – RCD Mallorca
- 19. – CE Sabadell
- 20. – UD Las Palmas

Aufsteiger in die Primera División
- CD Málaga
- FC Elche
- Real Oviedo

## Pichichi-Trophäe
Die Pichichi-Trophäe wird jährlich für den besten Torschützen der Spielzeit vergeben.
| Pl. | Nat.    | Spieler          | Verein          | Tore |
| --- | ------- | ---------------- | --------------- | ---- |
| 1   | Mexiko  | Hugo Sánchez     | Real Madrid     | 29   |
| 2   | Uruguay | Rubén Sosa       | Real Saragossa  | 18   |
| 3   | Spanien | José Mari Bakero | Real Sociedad   | 17   |
| 4   | Spanien | Julio Salinas    | Atlético Madrid | 16   |
|     | England | Gary Lineker     | FC Barcelona    | 16   |

## Die Meistermannschaft von Real Madrid
| 1.          | Real Madrid |
| Real Madrid | - Tor: Francisco Buyo (35/-); José Manuel Ochotorena (2/-); Agustín (1/-) - Abwehr: Miguel Tendillo (36/4); Manolo Sanchís (33/9); Chendo (31/1); José Antonio Camacho (30/-); Jesús Solana (22/-); Juan José Maqueda (10/1); Mino (6/-); Léon Blanco (1/-); Antonio Maceda (2/-); Juan Carlos Mandía (1/-); - Mittelfeld: Míchel (35/14); Rafael Gordillo (35/6); Rafael Martín Vázquez (35/5); Milan Janković (29/3); Paco Llorente (22/2); Ricardo Gallego (18/2); Adolfo Aldana (4/2); Santiago Aragón (1/-); - Sturm: Hugo Sánchez (36/29); Emilio Butragueño (32/12); Santillana (12/4) - Trainer: Leo Beenhakker |